# Danh sách nhân vật trong Amphibia

Các nhân vật ở đoạn cuối intro của tập 1 mùa 3: The New Normal (tạm dịch: Sự yên bình mới). Từ trái sang phải: Archie, Ms. Croaker, Wally, Loggle, Grime, Sasha, Anne, vua Andrias, Marcy, Polly, Sprig, bà Boonchuy, Hop Pop, ông Boonchuy, và mèo Domino.

Trang này giới thiệu những nhân vật trong bộ phim hoạt hình Amphibia của Disney Channel.

## Sơ lược

Anne Boonchuy và Sprig Plantar

| Nhân vật                           | Lồng tiếng                                      | Xuất hiện                             | Xuất hiện          | Xuất hiện          | Xuất hiện          | Xuất hiện          |
| Nhân vật                           | Lồng tiếng                                      | Tập đầu                               | Mùa 1              | Mùa 2              | Mùa 3              | Shorts             |
| Các nhân vật chính                 | Các nhân vật chính                              | Các nhân vật chính                    | Các nhân vật chính | Các nhân vật chính | Các nhân vật chính | Các nhân vật chính |
| ---------------------------------- | ----------------------------------------------- | ------------------------------------- | ------------------ | ------------------ | ------------------ | ------------------ |
| Anne Boonchuy                      | Brenda Song                                     | "Anne or Beast?"                      | Nhân vật chính     | Nhân vật chính     | Nhân vật chính     | Nhân vật chính     |
| Hopediah "Hop Pop" Plantar         | Bill Farmer                                     | "Anne or Beast?"                      | Nhân vật chính     | Nhân vật chính     | Nhân vật chính     | Nhân vật chính     |
| Sprig Plantar                      | Justin Felbinger                                | "Anne or Beast?"                      | Nhân vật chính     | Nhân vật chính     | Nhân vật chính     | Nhân vật chính     |
| Polly Plantar                      | Amanda Leighton                                 | "Anne or Beast?"                      | Nhân vật chính     | Nhân vật chính     | Nhân vật chính     | Nhân vật chính     |
| Sasha Waybright                    | Anna Akana                                      | "Best Fronds"                         | Định kỳ            | Nhân vật chính     | Nhân vật chính     | Khách              |
| Marcy Wu                           | Haley Tju                                       | "Best Fronds"                         | Định kỳ            | Nhân vật chính     | Nhân vật chính     |                    |
| Đại úy Grime                       | Troy Baker                                      | "Best Fronds"                         | Định kỳ            | Nhân vật chính     | Nhân vật chính     |                    |
| Vua Andrias Leviathan              | Keith David                                     | "Marcy at the Gates"                  |                    | Định kỳ            | Nhân vật chính     |                    |
| Core / Vua Aldrich                 | William Houston Haley Tju (Darcy)               | "The First Temple"                    |                    | Khách              | Nhân vật chính     |                    |
| Cư dân tại Wartwood                |                                                 |                                       |                    |                    |                    |                    |
| Thị trưởng Frodrick Toadstool      | Stephen Root                                    | "Anne or Beast?"                      | Định kỳ            | Định kỳ            | Định kỳ            | Định kỳ            |
| Toadie                             | Jack McBrayer                                   | "Anne or Beast?"                      | Định kỳ            | Định kỳ            | Định kỳ            | Định kỳ            |
| Sadie Croaker                      | Laila Berzins                                   | "Anne or Beast?"                      | Định kỳ            | Định kỳ            | Định kỳ            | Định kỳ            |
| Walliam "Wally" Ribbiton           | James Patrick Stuart                            | "Anne or Beast?"                      | Định kỳ            | Định kỳ            | Định kỳ            | Định kỳ            |
| Maddie Flour                       | Jill Bartlett                                   | "Hop Luck"                            | Định kỳ            | Định kỳ            | Định kỳ            | Định kỳ            |
| Ivy Sundew                         | Katie Crown                                     | "Dating Season"                       | Định kỳ            | Định kỳ            | Định kỳ            |                    |
| Felicia Sundew                     | Kaitlyn Robrock                                 | "Anne or Beast?"                      | Định kỳ            | Định kỳ            | Định kỳ            | Định kỳ            |
| Sylvia Sundew                      | Mona Marshall                                   | "Hop Pop and Lock"                    | Khách              | Khách              |                    |                    |
| Leopold Loggle                     | Brian Maillard                                  | "Anne or Beast?"                      | Định kỳ            | Định kỳ            | Định kỳ            |                    |
| Ông Flour                          | Kevin Michael Richardson                        | "Anne or Beast?"                      | Định kỳ            | Định kỳ            | Khách              |                    |
| Stumpy                             | John DiMaggio                                   | "Lily Pad Thai"                       | Định kỳ            | Định kỳ            | Định kỳ            |                    |
| Soggy Joe                          | Fred Tatasciore                                 | "Anne Vs. Wild"                       | Khách              | Định kỳ            | Khách              |                    |
| Albus Duckweed                     | Kevin McDonald                                  | "Dating Game"                         | Định kỳ            | Định kỳ            | Định kỳ            |                    |
| Rosemary, Ginger, & Lavender Flour | Eden Riegel Marlow Barkley Mia Allan Ella Allan | "Civil Wart"                          | Khách              | Định kỳ            | Khách              |                    |
| Tuti                               | April Winchell                                  | "Girl Time"                           | Khách              | Khách              | Khách              |                    |
| Chuck                              | Matt Braly                                      | "Toad Tax"                            | Định kỳ            | Định kỳ            | Định kỳ            |                    |
| Gunther                            | Chris Sullivan                                  | "Croak & Punishment"                  | Khách              | Khách              |                    |                    |
| Cảnh sát trưởng Buck Leatherleaf   | James Adomian                                   | "Girl Time"                           | Khách              | Khách              | Khách              |                    |
| Cư dân tại Tháp Cóc                |                                                 |                                       |                    |                    |                    |                    |
| Bog                                | Darin De Paul                                   | "Toad Tax"                            | Khách              | Khách              | Khách              |                    |
| Fens                               | April Winchell                                  | "Toad Tax"                            | Khách              | Khách              | Khách              |                    |
| Percy                              | Matt Jones                                      | "Prison Break"                        | Định kỳ            | Định kỳ            |                    | Khách              |
| Braddock                           | Kristen Johnston April Winchell                 | "Prison Break"                        | Định kỳ            | Định kỳ            |                    |                    |
| Đại úy Bufo                        | Daisuke Tsuji                                   | "Barrel's Warhammer"                  |                    | Khách              |                    |                    |
| Đại úy Beatrix                     | Aisling Bea                                     | "Barrel's Warhammer"                  |                    | Khách              | Định kỳ            |                    |
| Đại úy Aldo                        | Ron Cephas Jones                                | "Barrel's Warhammer"                  |                    | Khách              |                    |                    |
| Cư dân tại Newtopia                |                                                 |                                       |                    |                    |                    |                    |
| Đại tướng Yunan                    | Zehra Fazal                                     | "Toadcatcher"                         |                    | Định kỳ            | Định kỳ            |                    |
| Quý bà Olivia                      | Michelle Dockery                                | "Marcy at the Gates"                  |                    | Định kỳ            | Định kỳ            |                    |
| Barley, Branson và Blair           | Sam Riegel                                      | "Marcy at the Gates"                  |                    | Khách              | Khách              |                    |
| Gertie                             | Nicole Byer                                     | "Scavenger Hunt"                      |                    | Khách              | Khách              |                    |
| Bella the Bellhop                  | Kristen Schaal                                  | "The Plantars Check In"               |                    | Khách              | Khách              |                    |
| Sal                                | Maurice LaMarche                                | "Little Frogtown"                     |                    | Khách              |                    |                    |
| Priscilla "The Killa" Paddock      | Misty Lee                                       | "Hopping Mall"                        |                    | Khách              | Khách              |                    |
| Pearl Paddock                      | Romi Dames                                      | "Hopping Mall"                        |                    | Khách              |                    |                    |
| Cư dân Los Angeles                 |                                                 |                                       |                    |                    |                    |                    |
| Bà Boonchuy                        | On Braly                                        | "Family Fishing Trip"                 | Khách              | Khách              | Nhân vật chính     |                    |
| Ông Boonchuy                       | Brian Sounalath                                 | "The New Normal"                      |                    |                    | Nhân vật chính     |                    |
| Tiến sĩ Jan                        | Anika Noni Rose                                 | "Fight at the Museum"                 |                    |                    | Định kỳ            |                    |
| Ally và Jess                       | Melissa Villaseñor Dana Davis                   | "Fixing Frobo"                        |                    |                    | Định kỳ            |                    |
| Terri                              | Kate Micucci                                    | "If You Give a Frog a Cookie"         |                    |                    | Định kỳ            |                    |
| Ngài X                             | RuPaul                                          | "Mr. X"                               |                    |                    | Định kỳ            |                    |
| Robert Otto                        | Brad Garrett                                    | "Spider-Sprig"                        |                    |                    | Khách              |                    |
| Tiến sĩ Frakes                     | Cree Summer                                     | "If You Give a Frog a Cookie"         |                    |                    | Khách              |                    |
| Maggie                             | Eden Riegel                                     | "Reunion"                             | Khách              |                    | Khách              |                    |
| Gabby                              | Jessica McKenna                                 | "Hop Til You Drop"                    |                    |                    | Khách              |                    |
| Ned                                | Wayne Knight                                    | "Thai Feud"                           |                    |                    | Khách              |                    |
| Molly Jo                           | Cassie Glow                                     | "Spider-Sprig"                        |                    |                    | Định kỳ            |                    |
| Humphrey Westwood                  | Wallace Shawn                                   | "Hollywood Hop Pop"                   |                    |                    | Định kỳ            |                    |
| Các nhân vật khác                  |                                                 |                                       |                    |                    |                    |                    |
| Valeriana                          | Susanne Blakeshee                               | "Bizarre Bazaar"                      | Khách              | Khách              | Khách              |                    |
| Tritonio Espada                    | Matt Chapman                                    | "Combat Camp"                         | Khách              |                    | Định kỳ            |                    |
| Barry                              | Keith Silverstein                               | "Cursed!"                             | Khách              |                    | Khách              |                    |
| Apothecary Gary                    | Tony Hale                                       | "Children of the Spore"               | Khách              |                    | Định kỳ            |                    |
| Ếch Crumpet                        | Matt Vogel (đóng vai Kermit the Frog)           | "Swamp and Sensibility"               |                    | Khách              |                    |                    |
| Curator Ponds                      | Alex Hirsch                                     | "Wax Museum"                          |                    | Khách              |                    |                    |
| Leif Lily Plantar                  | Cassandra Lee Morris                            | "The Sleepover to End All Sleepovers" |                    | Khách              | Định kỳ            |                    |
| Barrel Barrel can đảm              | Jason Ritter                                    | "The Sleepover to End All Sleepovers" |                    | Khách              | Khách              |                    |
| Lysil và Angwin                    | Laila Berzins Chris Wylde                       | "Quarreler's Pass                     |                    | Khách              | Khách              |                    |
| Parisia                            | Rachel House                                    | "Olm Town Road"                       |                    |                    | Khách              |                    |
| Mẹ Olm                             | Whoopi Goldberg                                 | "Mother of Olms"                      |                    |                    | Định kỳ            |                    |
| The Guardian (Người canh gác)      | Charlyne Yi                                     | "The Hardest Thing"                   |                    |                    | Khách              |                    |

## Nhân vật chính
- Anne Savisa Boonchuy[1] (phiên âm: En Xa-vi-xa Bun-choai) (lồng tiếng bởi Brenda Song) là một cô bé 13 tuổi người Mỹ gốc Thái. Vào ngày sinh nhật lần thứ 13, cô đã lấy trộm chiếc hộp nhạc bí ẩn trong một cửa hàng, khiến cô và hai người bạn Sasha và Marcy của mình bị gửi đến thế giới lưỡng cư. Cô đến Wartwood và được nhà Plantar nhận nuôi, kết bạn với một chú ếch hồng tên Sprig, em gái cậu tên Polly và người ông nội khó tính Hopadiah. Tại đâu, cô đã cố khôi phục năng lượng của chiếc hộp để đưa cô và hai người bạn về nhà. Ở cuối mùa 1, cô đã gặp mâu thuẫn với người bạn Sasha, và xảy ra đánh nhau tại địa bàn của lũ cóc, nơi ở của Sasha. Đến mùa 2, cô gặp được Marcy và yết kiến vua Andrias. Cô giải hoà với Sasha ở phần cuối. Cô cũng nhận được sức mạnh từ viên ngọc màu xanh lam do viên ngọc chưa được nạp đầy. Tuy nhiên, cô và nhà Plantar đã bị đưa về Trái Đất khi cô và những người bạn đang chiến đấu với Andrias, kẻ đã phản bội bọn họ. Khi trở về Trái Đất, cô bị các đặc vụ chính phủ nhắm đến và cô đã có lần kích hoạt sức mạnh được lấy từ viên đá màu xanh trên chiếc hộp nhạc, thứ mà cô đại diện. Cuối phim, Anne đã đánh bại Andrias, cứu được những người bạn và giải cứu thế giới khỏi cuộc xâm lăng nhưng cô đã hi sinh. Trước khi chết, cô gặp người canh gác các hòn đá và được hồi sinh khi ngừoi canh gác nhận ra sự thiếu sót trong suy nghĩ của cậu. 10 năm sau, Anne trở thành một nhà động vật học tại California, chuyên nghiên cứu về các loài lưỡng cư và bò sát.[2] Anne đại diện cho viên ngọc màu xanh lam trên chiếc hộp nhạc.
- Sprig Plantar (phiên âm: Xprít-gơ Pơ-lan-ta) (lồng tiếng bởi Justin Felbinger) là một cậu bé ếch màu hồng 11 tuổi sống tại Wartwood. Sprig có người em gái tên Polly và người ông Hopadiah. Bố mẹ cậu đã chết khi cậu còn nhỏ. Sprig gặp Anne khi cậu vào rừng để săn quái vật mà dân làng nói, chính là Anne. Cậu và Anne nhanh chóng trở thành bạn, và cả hai đã trải qua cuộc phiêu lưu cùng nhau. Sprig và cả nhà cậu bị đưa đến Trái Đất vào mùa 3, và đã bị chính phủ săn đuổi, và thậm chí là suýt bị bắt để làm thí nghiệm. Sau khi chiến thắng Andrias, Sprig và gia đình cậu được trở về Wartwood. Sprig viết một cuốn sách về cuộc hành trình của cậu, và ở cuối phim, cậu đã đồng ý cùng Grime, chỉ huy cũ của lũ cóc đi thám hiểm vùng đất mới.
- Polly Petunia Plantar (phiên âm: Pô-li Pê-tu-ni-a Pơ-lan-ta) (lồng tiếng bởi Amanda Leighton) là một cô bé nòng nọc tại Wartwood. Cô là em gái của Sprig và là cháu nội của Hopadiah. Polly là một người khá cứng rắn và hơi bạo lực. Tuy nhiên, Polly khá thông minh và luôn bảo vệ những người xung quanh. Dù vậy, ý kiến của Polly ít khi được chú ý vì cô còn nhỏ. Ít lâu sau khi đánh bại Andrias, Polly đã mọc chân và trở thành ếch.
- Hopadiah Plantar (hay Hop Pop) (phiên âm: Hóp-pơ-đai-ơ Pơ-lan-ta) (lồng tiếng bởi Bill Farmer) là ông của Sprig và Polly. Ông là một chú ếch màu cam. Hop Pop là một nông dân tại Wartwood. Ông là một người khá quan tâm đến hai đứa cháu và Anne. Khi còn trẻ, Hop Pop từng phiêu lưu khá nhiều nơi, mua được Bessie, chú ốc sên của nhà Plantar. Ông từng có mơ ước làm diễn viên, nhưng không thực hiện được. Sau này, ông trở thành một nông dân như cha ông của mình. Hop Pop có một người con trai, nhưng cậu và vợ của cậu (bố mẹ của Sprig và Polly) đã bị giết trong một lần Hop Pop rời khỏi Wartwood[3]. Cuối phim, ông cưới Sylvia Sundew, một người hàng xóm của ông, và tiếp tục cuộc sống của mình.
- Sasha Elizabeth Waybright[4] (phiên âm: Xa-sa Ê-li-da-bét Uây-brai) (lồng tiếng bởi Anna Akana) là bạn thân của Anne và Marcy. Cô là một cô bé người Đức hoặc người Slav. Khi nhỏ, bố mẹ Sasha ly hôn, bố cô thì đi đến nơi khác, còn mẹ cô thì lấy chồng khác. Cô đã bị đưa vào thế giới Amphibia cùng hai người bạn thân. Sasha rơi vào toà Tháp Cóc, lãnh địa của lũ cóc và bị chúng bắt làm tù binh. Tuy nhiên, trong một lần, cô đã giúp tinh thần binh lính lên cao và giúp lũ cóc đánh đuổi lũ hạc đến phá rối, nên được chỉ huy Grime, thủ lĩnh đám cóc cho làm quân sư. Ở cuối mùa 1, cô đã gặp lại Anne, nhưng lại xảy ra mâu thuẫn với người bạn thân, và kết cục là toà tháp sụp đổ. Lũ cóc phải bỏ trốn, Grime và Sasha cũng trốn và lập kế hoạch để lật đổ chính quyền Newtopia. Triều đình đã cho Yunan, một vị tướng trong triều đình xuống bắt hai người, nhưng cả hai đã thoát được. Sasha đã tiến về kinh đô với âm mưu lật đổ chính quyền, nhưng cô đã vô tình gặp lại Marcy với Anne trong một hang động và bỏ kế hoạch của mình. Cô giải hoà cùng Anne và hợp tác với hai người bạn thân để cùng trở về Trái Đất. Tuy nhiên, vua Andrias phản bội lại ba người, bắt Marcy, khiến Sasha phải rút chạy. Cô đến Wartwood, thành lập đội kháng chiến và trở thành thủ lĩnh của họ. Khi vua Andrias xâm lược Trái Đất, Sasha và những người bạn đã chiến thắng được hắn. 10 năm sau, cô trở thành một người tư vấn đồng cảnh cho trẻ em[2]. Sasha đại diện cho viên ngọc màu đỏ trên chiếc hộp nhạc.
- Marcy Regina Wu[5] (phiên âm: Ma-xi Rê-gi-na U) (lồng tiếng bởi Haley Tju) là bạn thân của Anne và Sasha. Cô là người Mỹ gốc Đài Loan. Cô là học sinh giỏi, nhưng khá vụng về. Marcy bị đưa vào thế giới Amphibia cùng Anne và Sasha. Cô đến kinh đô Newtopia, và được Olivia, cố vấn của vua Andrias dẫn về. Với sự thông minh của mình, cô trở thành cố vấn của Andrias. Cô gặp lại người bạn Anne khi Anne cùng nhà Plantar đến Newtopia, và gặp lại Sasha trong lúc đang tìm cách kích hoạt viên ngọc thứ ba. Tập " True Colors" tiết lộ rằng Marcy biết về sức mạnh của chiếc hộp nhạc trước đó. Khi biết tin bố mẹ sẽ chuyển nhà, cô sợ bị cô đơn và đã thuyết phục Anne sử dụng chiếc hộp để đưa cả ba người đến một thế giới khác với hi vọng sẽ được phiêu lưu cùng nhau. Sau khi Vua Andrias tiết lộ âm mưu của ông, Marcy cùng với những người bạn của cô giúp đánh bại đội quân của ông. Để chuộc lỗi, Marcy dùng chiếc hộp nhạc để mở cánh cổng đến Trái đất nhưng bị vua Andrias đâm sau lưng. Marcy bị vua dùng làm thân thể cho một thực thể gọi là The Core và bị đổi thành Darcy . The Core đã quyết định xâm lược Trái Đất, tuy nhiên hắn đã thất bại, và Marcy được giải cứu. Cuối phim, Marcy trở thành một hoạ sĩ Webcomic[2]. Marcy đại diện cho viên ngọc màu xanh lá trên chiếc hộp nhạc.

## Nhân vật phụ

#### Cư dân tại Wartwood
- Walliam Ribbiton (hoặc Wally Ribbiton) (phiên âm: Oa-li-am Ríp-pi-tơn hay Ua-li Ríp-pi-tơn) (lồng tiếng bởi James Patrick Stuart) là một cư dân tại Wartwood. Anh là một chú ếch màu xanh lam. Wally có xuất thân quý tộc trong một gia đình vô cùng giàu có, nhưng anh lại trở thành một người lang thang tại Wartwood, khi anh biết đến thị trấn này từ một chuyến công tác. Anh thường đi lang thang khắp nơi và hát hò. Wally cũng chính là người đầu tiên gặp được Anne khi đang trên đường rời khỏi quán rượu.
- Bessie (phiên âm: Bét-xi) (lồng tiếng bởi Dee Bradley Baker) là chú ốc sên của nhà Plantar, được Hop Pop mua về trong một buổi đấu giá. Ở cuối phim, Bessie đã có con với chú chim Joe Sparrow.
- Frodrick Toadstool (phiên âm: Phơ-rót-đơ-ríc Tốt-xơ-tua) (lồng tiếng bởi Stephen Root) là thị trưởng cũ của Wartwood. Ông là một chú cóc lớn màu xanh lá. Toadstool là kẻ tham lam, tàn ác và đánh thuế khá nặng với người dân. Cuối phim, ông trở thành trợ lý cho Toadie, trợ lý cũ của mình đã là thị trưởng.
- Toadie (phiên âm: Tâu-đi) (lồng tiếng bởi Jack McBrayer) là trợ lý của Toadstool. Ở cuối phim, cậu trở thành thị trưởng mới của Wartwood. Toadie là chú ếch thấp nhất trong cả bộ phim, nhưng thưc ra cậu khoảng 30 tuổi.[6]
- Leopold Loggle (phiên âm: Li-ô-pô Loóc-gô) (lồng tiếng bởi Brian Maillard) là thợ mộc tại Wartwood. Ông là một chú thằn lằn màu xanh dương. Leopold từng là một thợ rèn, trước khi một tai nạn xảy ra khi một thanh kim loại vô tình đâm vào cổ ông, khiến ông phải chuyển sang nghề mộc.
- Sadie Croaker (phiên âm: Xa-đi Cơ-rốt-cơ) (lồng tiếng bởi Laila Berzins) là một nông dân tại Wartwood. Bà là một chú ếch màu xanh. Sadie từng có những cuộc phiêu lưu và có kỹ năng đập nhau rất tốt, nhưng cũng khiến bà có thêm kẻ thù. Bà quản lí một trang trại ở Wartwood và có một hãng bán sữa nhỏ.
- Felicia Sundew (phiên âm: Phê-li-xi-a Xanh-điu) (lồng tiếng bởi Kaitlyn Robrock) là một cư dân tại Wartwood. Cô là một chú ếch màu vàng. Felicia sống với mẹ là Sylvia và con gái của mình là Ivy. Felicia cũng là chủ của một quán giải khát.
- Ivy Hibiscus Matcha Sundew (thường gọi là Ivy Sundew) (phiên âm: Ai-vi Hai-bít-cất Mát-cha Xanh-điu hay Ai-vi Xanh-điu) (lồng tiếng bởi Katie Crown) là con gái của Felicia. Cô khá thích việc phục kích bất ngờ người khác. Ivy  là bạn với Sprig. Ivy đã thổ lộ tình cảm với Sprig ở cuối mùa 1, và cả hai cũng khá thích nhau.
- Sylvia Sundew (phiên âm: Xiu-vi-a Xanh-điu) (lồng tiếng bởi Mona Marshall) là mẹ của Sylvia và bà của Ivy. Bà là một chú ếch màu xanh lá. Sylvia khá thích những điều kỳ lạ, quái dị. Cuối phim, bà yêu Hop Pop và tiếp tục cuộc sống của mình.
- Maddie Flour (phiên âm: Mét-đi Phơ-lao-ơ) (lồng tiếng bởi Jill Bartlett) là một cô bé tại Wartwood. Maddie là một chú ếch màu xanh dương. Cô sống với bố là ông Flour và có ba người em là Rosemary, Lavender và Ginger. Maddie có hứng thú với phép thuật, và cô thường sử dụng nó để giúp đỡ người khác.
- Stumpy Stumpson (phiên âm: Xơ-tâm-bi Xơ-tâm-pơ-xơn) (lồng tiếng bởi John DiMaggio) là một đầu bếp tại Wartwood. Ông là một chú ếch màu xanh lá lớn, với nhiều sẹo trên cánh tay và bị cụt cả hai tay. Stumpy quản lý một quán ăn tại Wartwood.

- Albus Duckweed (phiên âm: An-bớt Đấc-uýt) (lồng tiếng bởi Kevin McDonald) là một nhà đánh giá tại Wartwood. Ông là một chú thằn lằn màu xanh lá. Albus thường viết bài đánh giá của các quán ăn cho các tờ báo.
- Archie (phiên âm: Ác-chi) (lồng tiếng bởi Dee Bradley Baker) là chú nhện của bà Sadie Croaker.
- Chuck Gardner (phiên âm: Chấc Gát-nơ) (lồng tiếng bởi Matt Braly) là một thợ làm vườn tại Wartwood. Anh là một chú ếch màu xanh. Chuck khá thích công việc của mình, đặc biệt là trồng hoa tulip. Chuck cũng là một trong những nhân vật được đạo diễn Matt Braly lồng tiếng.
- Frog Jordan (lồng tiếng bởi Diedrich Bader) là một vận động viên Bóng bọ, một môn thể thao gần giống với Bóng rổ. Jordan là một chú ếch màu xanh lá. Tên của anh được đặt theo vận động viên bóng rổ Michael Jordan.
- Ông Flour (lồng tiếng bởi Kevin Michael Richardson và Fred Tatasciore[7]) là một đầu bếp tại Wartwood. Ông là cha của bốn người con gái là Maddie, Rosemary, Lavender và Ginger Flour. Ông hiện đang quản lý một tiệm bánh tại Wartwood.

#### Lực lượng Cóc tại Tháp Cóc
- Đại úy Grimothy (thường gọi là Grime) (phiên âm: Gơ-ri-mô-thi hay Gơ-rai-mơ) (lồng tiếng bởi Troy Baker) là chỉ huy của lũ cóc tại Tháp Cóc. Ông là một chú cóc màu xanh, với sẹo ở mắt phải. Ông thường mặc một bộ giáp nâu. Grime thường khá gắt gỏng với binh lính, tuy nhiên ông chỉ muốn họ nghiêm túc hơn. Grime đã bắt được Sasha khi cô bị đưa đến đây. Tuy nhiên, ông đã nhận ra tài năng của Sasha và cho cô làm quân sư của mình. Sau mùa 1, ông và Sasha phải rút lui cùng đàn cóc. Grime đã bị triều đình đuổi bắt, và đã lên kế hoạch cho một cuộc nổi dậy chống triều đình. Tuy nhiên, sau khi Sasha gặp được hai người bạn của mình, ông đã quyết định hợp tác cùng họ. Sau khi vua Andrias phản bội lại mọi người, Grime cùng Sasha rút đến Wartwood và thành lập đội kháng chiến ở đó. Ở tập All In, ông đã bị mất một tay sau khi chiến đấu với The Core. Cuối phim, ông trở thành một quan chức của chính phủ mới.
- Percy (phiên âm: Pơ-xi) (lồng tiếng bởi Matt Jones) là một chú cóc màu xanh nhạt. Percy khá thích diễn hài và không thích lắm việc làm lính.
- Braddock (phiên âm: Bơ-rát-đóc) (lồng tiếng bởi Kristen Johnston và April Winchell) là một chú cóc màu hồng cùng mái tóc màu vàng. Braddock là bạn gái của Percy. Cô cũng có sở thích là làm vườn chứ không thích chiến đấu.
- Bog (phiên âm: Boóc) (lồng tiếng bởi Darin De Paul) là một chú cóc màu cam. Bog đã từng được nhận nhiệm vụ thu thuế ở Wartwood.
- Fens (phiên âm: Phen-dơ) (lồng tiếng bởi April Winchell) là một chú cóc màu xanh với mái tóc màu rêu. Cô đã từng nhận nhiệm vụ thu thuế tại Wartwood.
- Mire (phiên âm: Mai-ơ) là một chú cóc màu xanh lá nhạt. Cậu thường đeo một chiếc mũ sắt che mặt. Mire cũng từng nhận nhiệm vụ thu thuế tại Wartwood.

Ở cuối phim, cả ba người trên đã tham gia một nhóm gọi là "Bog & The Boys Moving & Junk Service" của Bog.
- Đại úy Aldo (phiên âm: An-đô) (lồng tiếng bởi Ron Cephas Jones) là tổng chỉ huy của lũ cóc tại cả ba tháp cóc. Ông là một chú cóc màu xanh dương và khá già.
- Đại úy Beatrix (phiên âm: Bia-trít-xơ) (lồng tiếng bởi Aisling Bea) là chị của Grime và là chỉ huy của lũ cóc tại Tháp Cóc phía tây (Grime là Tháp Cóc giáp đầm lầy Wartwood). Beatrix có màu da giống như em mình, với sẹo ở mắt trái.
- Đại úy Bufo (phiên âm: Biu-phô) (lồng tiếng bởi Daisuke Tsuji) là chỉ huy của Tháp Cóc phía đông. Ông có làn da xanh nhạt, mái tóc được buộc theo kiểu chonmage của Nhật, cùng bộ giáp khá giống với các samurai.

#### Nhân vật sống ở Newtopia
- Andrias Leviathan (phiên âm: An-đờ-ri-át Lê-vi-a-than) (lồng tiếng bởi Keith David) là vua của xứ Amphibia. Ông là một chú thằn lằn màu xanh với thân hình lớn với bộ râu xám, với tuổi đời hơn 1000 năm nhờ việc cơ khí hóa cơ thể. Andrias từng là thái tử của vương triều Leviathan và chơi thân với hai người bạn là Leif và Barrel. Cha ông là Aldrich đã lên kế hoạch cho cuộc xâm lăng Trái Đất khi Trái Đất còn ở thời trung cổ, dựa theo kế hoạch của The Core, một thực thể với tâm trí của các vị vua nhà Leviathan và những người thông minh nhất Amphibia thời đó. Tuy nhiên, Leif đã lấy trộm Chiếc hộp tai hoạ và khiến cho kế hoạch thất bại. Sau này, khi gặp được Marcy và hai người bạn của Marcy, ông đã giúp họ tìm ba viên ngọc để kích hoạt, nhưng thực chất là để tiến hành cuộc xâm lăng Trái Đất. Sau đó, ông tiến hành cuộc xâm lăng Trái Đất nhưng thất bại. Cuối phim, vương triều Leviathan sụp đổ, cơ thể máy móc của Andrias bị hư hỏng nặng, xong ông đã nhận ra sai làm của mình và đầu hàng, đồng thời hỗ trợ Anne đánh bại The Core. Ít lâu sau Andrias cũng qua đời ở Amphibia do ông quyết định không sửa chữa cơ thể máy móc và sống những ngày cuối đời trong bình yên (dưới sự quản thúc của chính phủ mới Amphibia).

- Quý bà Olivia (phiên âm: Ô-li-vi-a) (lồng tiếng bởi Michelle Dockery) là trợ lý của vua Andrias. Cô là một chú thằn lằn màu xanh. Olivia đã được mẹ mình tiến cử cho vua Andrias để làm trợ lý cho Andrias. Cô là trợ lý cho Andrias cùng Yunan. Olivia cũng là người đã tiến cử Marcy cho vua Andrias. Khi vua Andrias lên kế hoạch xâm lăng Trái Đất ở đầu mùa 3, Olivia cùng Yunan đã cố cứu Marcy nhưng thất bại. Cô cùng Yunan bị thao túng nhưng được cứu bởi Anne và Marcy. Sau khi vua Andrias bị đánh bại, Olivia kết hôn với Yunan và cô cũng là thành viên của chính phủ mới của Amphibia.
- Yunan Longclaw[8] (phiên âm: Iu-nan Loong-cờ-lô) (thường gọi là Đại tướng Yunan) (lồng tiếng bởi Zehra Fazal) là một vị tuớng lĩnh và là trợ lý của vua Andrias cùng Olivia. Cô là một chú thằn lằn màu hồng với bộ giáp xám. Yunan cũng là tướng lĩnh trẻ nhất của quân đội triều đình. Ở mùa 2, Yunan được cử đi bắt tàn dư của lũ cóc ở Tháp Cóc gần đầm lầy Wartwood và cả Grime và Sasha, nhưng thất bại. Ở mùa 3, Yunan đã cố gắng cứu Marcy cùng Olivia nhưng thất bại và bị vua Andrias thao túng cùng Olivia. Sau khi vua Andrias bị đánh bại, Yunan kết hôn với Olivia và trở thành một thành viên của chính phủ mới của Amphibia. Khi còn làm việc cho triều đình, cô thường tự xưng tên là "Đại tướng quân Yunan, nỗi kinh hoàng của cuộc chiến Cát, kẻ đánh bại Ragnar khốn khổ, và là thằn lằn trẻ nhất trở thành Đại tướng của đội quân Newtopia."
- Aldrich Leviathan (phiên âm: An-đờ-rích Lê-vi-a-than) (lồng tiếng bởi William Houston) là vị cựu vương của xứ Amphibia. Ông cũng là một chú thằn lằn xanh như Andrias, con trai của ông. Trong thời kỳ trị vì của mình, ông đã từng cố lên kế hoạch xâm lăng Trái Đất nhưng thất bại. Sau khi ông mất, ông đã được nhập vào The Core.
- Leif (sau này là Lily Plantar) (phiên âm: Líp-phơ hay Li-li Pơ-lan-ta) (lồng tiếng bởi Cassandra Lee Morris) là một chú ếch màu hồng với mái tóc cam. Bà từng là bạn với Andrias và Barrel, và cũng là người làm vườn của triều đình. Nhờ ba viên ngọc trên chiếc hộp Tai hoạ, Leif đã thấy được tương lai đen tối của Amphibia nếu như Aldrich xâm lược Trái Đất, vì vậy bà đã trộm chiếc hộp Tai hoạ và giấu nó trên Trái Đất, đồng thời phá huỷ hầu hết các máy móc hiện đại của triều đình (Vì sự việc này mà vương Leviathan đã bắt đầu đàn áp và kỳ thị loài ếch). Bà đổi tên thành Lily Plantar, kết hôn với một nông dân địa phương và có những năm cuối đời khá yên bình. Trước khi mất, bà để lại một bức thư cho Andrias, người đã bị chấn thương tâm lý sau khi mất chiếc hộp về những gì bà đã làm trước khi mất, khuyên ông nên tha thứ cho người khác thay vì giữ mối hận trong lòng. Bức thư này được tìm thấy bởi hậu duệ của bà là Sprig Plantar sau gần 1000 năm. Bà từng đại diện cho một viên ngọc màu cam trên chiếc hộp Tai hoạ, nhưng viên ngọc đã bị thay thế bằng một chiếc lá. Bà cũng là tổ tiên của nhà Plantar, và cách Sprig và Polly khoảng 40 thế hệ, theo như gia phả đã ghi lại.
- Barrel (phiên âm: Ba-rô) (lồng tiếng bởi Jason Ritter) là một chú cóc màu xanh lá. Ông là bạn cũ của Andrias và Leif và là một lính gác của triều đình. Khi Leif bỏ trốn, ông đã cố bắt nhưng không được. Ông từ chức, đến nông thôn và nhận nhiệm vụ bảo vệ người dân. Barrel đã hy sinh trong một trận chiến bảo vệ người dân khỏi một con sâu Narwhal, một con quái vật lớn với sừng nhọn trên đầu. Sasha và Grime sau này đã tìm được vũ khí của Barrel là chiếc búa của ông, và Sasha và Grime đã giết chết được con sâu Narwhal bằng chiếc búa này.
- The Core (tạm dịch: Lõi) là một trí tuệ nhân tạo đuợc cấu tạo từ những tâm trí của những vị vua Leviathan và những người thông minh nhất Amphibia. Nó được hình thành dựa trên những nghiên cứu về thế giới khác của những người Amphibia nhờ việc di chuyển xuyên không gian bằng chiếc hộp Tai hoạ. Đây là thứ đứng sau những kế hoạch của nhà Leviathan. The Core đã từng sử dụng cơ thể của Marcy làm thân chủ của nó nhờ một chiếc mũ và lấy tên là Darcy. Trong chiến dịch xâm lược Trái Đất, Darcy đã bị đánh bại, và Anne cũng đã phá huỷ được The Core một lần và mãi mãi.
- Frobo (tên thật là FO-R1) (phiên âm: Phơ-rô-bô) là một robot đã vô tình được tạo ra bởi Sprig trong mùa 2 tại một nhà máy bỏ hoang. Frobo có chân tay dài, đầu tròn, mắt đỏ và phần thân xám. Frobo khá thân thiết với Polly. Cuối mùa 2, Frobo đã bị phá huỷ khi chiến đấu với Andrias. Sau đó, Polly đã cố sửa Frobo ở mùa 3 nhưng thất bại. Ở cuối phim, Frobo đã được sửa lại thành công và sống tại Wartwood cùng nhà Plantar.
- The Guardian (tạm dịch: Người canh gác) (lồng tiếng bởi Charlyne Yi) là một thực thể cai trị nhiều chiều không gian khác nhau. Thực thể này là thứ tạo ra ba viên ngọc trên Chiếc hộp tai hoạ. Sau khi gặp Anne, The Guardian đã truyền lại việc canh gác cho Anne và dừng hoạt động đến khi Anne mất thì sẽ tiếp tục công việc của mình.

#### Nhân vật trên Trái Đất
- Bà Boonchuy (biệt danh tiếng Thái: อุม บุญช่วย, tạm dịch: Oum Boonchuy[9]) (lồng tiếng bởi On Braly, mẹ của tác giả Matt Braly) là mẹ của Anne. Bà là một phụ nữ người Thái, khá nghiêm túc và yêu thương gia đình mình. Bà quản lý một nhà hàng Thái tên Thai Go với chồng mình. Khi Andrias xâm lược Trái Đất, bà đã tham gia lực lượng của chính phủ và đã đánh bại được Andrias. Bà cũng cố gắng bảo vệ gia đình mình và nhà Plantar.
- Ông Boonchuy (biệt danh tiếng Thái: ภุมระ บุญช่วย, tạm dịch: Bee Boonchuy[9]) (lồng tiếng bởi Brian Sounalath) là bố của Anne. Ông là một người yêu thương gia đình và khá thân thiết với Anne. Tính cách của ông khá vô tư và dễ gần, khá giống với Anne. Ông cũng quản lý một nhà hàng Thái tên Thai Go với vợ mình. Ông cũng đã chấp nhận cho nhà Plantar ở lại nhà mình khi họ bị đưa đến Trái Đất. Khi Andrias xâm lược Trái Đất, ông đã tham gia lực lượng của chính phủ cùng vợ mình và đã đánh bại được Andrias. Ông cũng cố gắng bảo vệ gia đình mình và nhà Plantar cùng vợ mình.
- Domino là chú mèo của Anne. Domino có màu đen với chân trắng, mắt vàng và đốm trắng trên nguời.
- Đặc vụ X (lồng tiếng bởi RuPaul) là một đặc vụ FBI. Ông là người đã cố bắt nhà Plantar nhưng không thành công. Sau đó, ông hợp tác với nhà Boonchuy để chống lại cuộc xâm lăng của Andrias.
- Jenny (phiên âm: Gien-ni) là trợ lý của Đặc vụ X và là một nhân viên FBI.
- Tiến sĩ Frakes (phiên âm: Phơ-rếch) (lồng tiếng bởi Cree Summer) là một nhà khoa học. Bà đã cố gắng bắt nhà Plantar khi phát hiện ra họ, nhưng đã thất bại.
- Terri (phiên âm: Te-ri) (lồng tiếng bởi Kate Micucci) là trợ lý của tiến sĩ Frakes. Cô đã cứu thành công nhà Plantar khỏi Frakes, và đã giúp Anne xây dựng cánh cổng trở lại Amphibia.
- Tiến sĩ Jan (phiên âm: Gian) (lồng tiếng bởi Anika Noni Rose) là một người giám tuyển tại Bảo tàng Lịch sử Tự nhiên Los Angeles. Cô là người đầu tiên biết được nhà Plantar, sau nhà Boonchuy. Jan khá thích những giả thuyết về chiều không gian khác, và cô đã giúp Anne tìm được một số manh mối về chiếc hộp Tai hoạ.
- Maggie (phiên âm: Mắc-ghi) (lồng tiếng bởi Eden Riegel) là học sinh tại trường trung học Saint James. Cô khá thích trêu chọc và bắt nạt Anne cùng nhiều người khác.
- Gabby Williams (phiên âm: Gáp-bi Uy-li-am) (lồng tiếng bởi Jessica McKenna) là một học sinh tại trường Saint James và là bạn của Anne.
- Molly Jo (phiên âm: Mô-li Giô) (lồng tiếng bởi Cassie Glow) là một cô bé sống tại Los Angeles. Cô là bạn của Sprig, sau khi Sprig cứu Molly khỏi một vụ tai nạn. Tuy nhiên, sau đó Sprig đã có mâu thuẫn với Robert Otto, ông của Molly, và dẫn đến xung đột giữa hai người.
- Robert Otto (phiên âm: Rô-bớt Ốt-tô) (lồng tiếng bởi Brad Garrett) là ông của Molly. Ông đã khó chịu với Sprig sau khi ông đã cố ngăn chặn vụ tai nạn nhưng không thành, và Sprig lại ngăn chặn đuợc. Hai người đã có xung đột nhưng cả hai đã làm hoà nhờ Molly. Robert đã bị bắt sau đó vì vài hành vi phá hoại trong lúc xung đột với Sprig.